# مارکو هیتالا
مارکو تاپانی هیتالا (به فنلاندی: Marko Tapani "Marco" Hietala) (زادهٔ ۱۴ ژانویهٔ ۱۹۶۶، فنلاند) موسیقیدان، خواننده و نوازندهٔ فنلاندی سبک هوی‌متال است. شهرت جهانی او بیش‌تر به‌خاطر همکاری‌ای که با گروه سمفونیک متال نایت ویش طی سال‌های ۲۰۰۱ تا ۲۰۲۱ داشت به‌دست آمد، که در آن نوازندهٔ گیتار بیس، خوانندهٔ مرد و همچنین آهنگ‌ساز دوم بود. او همچنین خواننده، نوازندهٔ بیس، آهنگ‌ساز و سرایندهٔ شعر در گروه تاروت می‌باشد.

## زندگی‌نامه
مارکو در شهر تروو در فنلاند به‌دنیا آمد و کوچک‌ترین عضو خانواده خود بود. تا سن ۱۵ سالگی در این شهر زندگی کرد و سپس برای یادگیری گیتار کلاسیک، خوانندگی و تئوری موسیقی به دبیرستانی در شهر کوپیو نقل مکان کرد. در سال ۱۹۸۴ همراه با برادر بزرگ‌ترش، زاکاری هیتالا، گروه هوی‌متال تاروت را در اون زمان تحت نام پرگِتری (Purgatory) تأسیس کردند. در سال ۱۹۸۶، تاروت پیشنهادی برای آلبوم اول خود دریافت کرد و به تور اجرا رفت. مارکو پیش از این‌که یک موسیقی‌دان تمام‌وقت شود، به‌عنوان مهندس صدا در اجراهای زنده و استودیوها کار می‌کرد.
در سال ۲۰۰۱ هیتالا درحالی‌که عضو گروه سینرجی بود، به دعوت توماس هالوپاینن و مدیر برنامهٔ او به گروه نایت‌ویش به‌عنوان نوازندهٔ گیتار بیس و خوانندهٔ مرد، پیوست و جایگزین سامی ونسکا شد.
پس از اضافه شدن هیتالا به ترکیب نایت‌ویش، هالوپاینن قطعاتی را تنظیم کرد تا در آن بتواند از صدای منحصربه‌فرد هیتالا به‌عنوان دوئت تاریا تورونن استفاده کند. از جملهٔ این قطعات کاور ترانهٔ معروف شبح اپرا (به انگلیسی: Phantom of the Opera) بود که در آلبوم Century Child که اولین آلبوم با حضور هیتالا بود منتشر شد.
همچنین در اجراهای زنده، زمانی که خوانندهٔ اصلی نایت‌ویش استراحت می‌کرد، هیتالا ترانه‌هایی از مگادث، پینک فلوید و آزی آزبورن رو برای تماشاگران اجرا می‌کرد. در تولید آلبوم Dark Passion Play هیتالا نقش پررنگ‌تری را در نایت‌ویش اجرا کرد و در بیش‌تر ترانه‌های این آلبوم صدای او بود و یک ترانه را هم به‌طور کامل خود او می‌خواند. در این آلبوم آهنگ‌سازی ترانهٔ The Islander کاملاَ توسط او انجام گرفته‌است. هیتالا همچنین در کنار هالوپاینن آهنگ‌سازی ترانهٔ The Crow, The Owl and the Dove از آلبوم Imaginaerum را که در سال ۲۰۱۱ منتشر شد، انجام داده‌است.
هیتالا در ۱۲ ژانویه ۲۰۲۱ با انتشار بیانیه‌ای در صفحات اجتماعی، کناره‌گیری خود را از گروه نایت‌ویش و همچنین دید عموم اعلام کرد.
در ۲۱ ژانویه ۲۰۲۱ یعنی ۹ روز پس از اعلام کناره‌گیری هیتالا از انظار عمومی، ترانهٔ تونلا (Tuonela) از گروه سمفونیک متال تیریون منتشر شد که صدای هیتالا در این ترانه شنیده می‌شود.

## زندگی خصوصی
هیتالا از همسر اول خود دو فرزند دوقلو به نام‌های آنتو و میرو دارد. میرو نوازندهٔ درامز است و به همراه پدر و عمویش در یک لایو اینترنتی قطعات راک کلاسیکی اجرا کردند. مارکو هیتالا به همراه خانواده‌اش در شهر کوپیو زندگی می‌کند. در اوت سال ۲۰۱۸ هیتالا با همسر دوم خود به نام کامیلا ازدواج کرد.